# Guto Franco
Paulo Augusto Franco, mais conhecido como Guto Franco (São Paulo - SP , 20 de novembro de 1959), é um ator, escritor, diretor e compositor brasileiro. É autor do livro O Barbeiro De Valladolid.
Filho de Moacyr Franco, perdeu a mãe Litória ainda criança em 1966. Começou a atuar na televisão desde pequeno nos programas comandados pelo pai na TV Excelsior, TV Rio, TV Tupi. Também passou pela TV Globo, TV Bandeirantes e SBT. Na novela O Grito, escrita por Jorge Andrade e exibida pela Globo em 1975, interpretou o personagem, Guilherme. Outro personagem marcante de Guto foi a Dona Guajarina de A Praça é Nossa. Guto passou pelo Chico Anysio Show como um dos redatores. Foi diretor do humorístico Meu Cunhado, estrelado por Moacyr Franco e Ronald Golias e do 'Ô, Coitado!", estrelado por Gorete Milagres e Moacyr Franco. Foi um dos roteiristas do filme Didi, O Caçador de Tesouros. Foi também diretor e redator final de A Turma do Didi e Aventuras do Didi.
Casou 03 vezes.
Do primeiro casamento com Christina nasceu Mariana (1987) . 
O segundo casamento foi com Andrea (Deka) filha do cineasta diretor de várias emissoras Guga de Oliveira, nasceu Julia (1988) .
O terceiro casamento até hoje com Denise, não tiveram filhos.

## Filmografia

### Televisão
| Ano       | Título           | Função             | Notas       |
| --------- | ---------------- | ------------------ | ----------- |
| 2004      | Meu Cunhado      | Inocêncio Nentanto | 2 episódios |
| 1996      | A Praça É Nossa  | Dona Guajarina     |             |
| 1975      | O Grito          | Guilherme          |             |
| 1968      | Sozinho no Mundo | Pedrinho           |             |
| 1967–1971 | Família Trapo    | Guto               |             |